# Souvignier Gris
De Souvignier Gris is een wit wijndruivenras dat in 1983 werd gekweekt door dr. Norbert Becker aan het Staatliches Weinbauinstitut Freiburg. Oorspronkelijk werd aangenomen dat het ging om een kruising tussen Cabernet Sauvignon en Bronner, maar genetisch onderzoek door het Julius Kühn-Institut in 2019 toonde aan dat het een kruising tussen de Seyval Blanc en Zähringer betreft.

Souvignier Gris valt onder de PIWI-wijn-druivenrassen, waarbij klassieke Europese Vitis vinifera-rassen met resistente soorten uit Noord-Amerika en Azië zijn gekruist. De extra resistentie tegen schimmelsoorten en vroege rijping maken Souvigner Gris bijzonder geschikt voor duurzame wijnbouw in koelere klimaten. De druif wordt vooral aangeplant in Duitsland, Nederland, Polen, Zweden en delen van Oostenrijk en Zwitserland. Het levert aromatische witte wijnen met tonen van steenfruit, bloemen en soms een lichte tanninestructuur dankzij de roze schil.